# Spem in alium

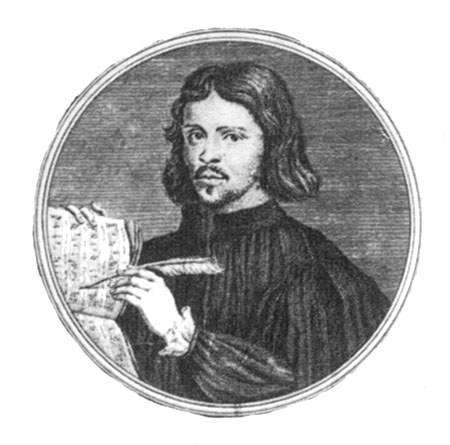
Thomas Tallis

Spem in alium est un motet à quarante voix indépendantes, composé par Thomas Tallis (c.1505 - 1585).
On ne connaît pas la date de composition exacte de ce motet, ni sa destination. Bien qu’en latin, ce n’est pas une pièce utilisable lors d’une cérémonie religieuse ordinaire. Il pourrait sembler être le chef-d'œuvre, au sens ancien du mot, d’un ouvrier spécialisé dans la composition contrapuntique souhaitant passer maître. En réalité, même si l'œuvre n'est pas la seule dans son genre (à cette époque comme à la suivante), on ne demandait pas à un chantre d'église souhaitant passer maître de musique (maître de chœur) d'écrire pour un effectif aussi exceptionnel. Différentes hypothèses ont été formulées.

## Texte
| Original en latin | Français |
| --- | --- |
| Spem in alium nunquam habui praeter in te, Deus Israel, Qui irasceris, Et propitius eris, Et omnia peccata hominum in tribulatione dimittis. Domine Deus, Creator coeli et terrae, Respice humilitatem nostram. | Je n’ai jamais placé mon espérance en aucun autre que Toi, Ô Dieu d’Israël, Toi dont la colère fait place à la miséricorde, Toi qui absous tous les péchés de l’humanité souffrante. Ô Seigneur Dieu, Créateur de la terre et du ciel, Considère notre humilité. |

## Contexte historique
Plusieurs légendes ou suppositions entourent sa création. La légende la plus connue, mais la plus improbable, est celle d’un cadeau de Tallis à sa souveraine Élisabeth Ire d'Angleterre, pour son 40e anniversaire (40 voix pour 40 ans). C’est sans tenir compte du fait que la célébration des anniversaires est une tradition moderne récente. Avant le début du XXe siècle, on fêtait très peu ce jour, marquant en réalité une année de moins dans la vie de la personne, alors que l’espérance de vie était assez courte. S’il avait désiré fêter la reine, Tallis aurait utilisé un texte à la gloire de sainte Élisabeth.
Une autre légende parle d’un ambassadeur italien venu à la cour accompagné d’un musicien se vantant d’avoir écrit une œuvre à 40 voix. Ce musicien s’appelait Alessandro Striggio (le père du Striggio librettiste de L'Orfeo de Monteverdi) et le motet « Ecce beatam lucem ». Certes, la partition est intéressante car elle utilise des moyens inconnus des musiciens anglais. En Italie, l'usage des tribunes dans les églises, qui permet de multiplier les chœurs et les ensembles instrumentaux en dialogue (ou réponse), avait fait éclore un répertoire considérable de pièces chorales où l'on pratiquait de cette manière la tradition liturgique du chant responsorial. Un détail est à préciser : ces dialogues entre chœurs placés dans différentes tribunes ou espaces n'incluent que très accessoirement la pratique de l'écho. Ecce beatam lucem de Striggio fonctionne en dialogue/imbrication des différents chœurs. L'œuvre s'inscrit donc dans un espace qui a toute sa place non seulement pour l'acoustique mais aussi dans l'architecture sonore. La partition (composée en 1561) est sans doute tombée alors entre les mains de Tallis.
Beaucoup de points communs sont à remarquer entre les deux œuvres : le mode de sol, le nombre des voix, l’ambiance, l’usage des silences... mais les différences sont intéressantes à relever : dix chœurs à 4 voix chez Striggio, 8 × 5 voix chez Tallis, ce qui change tout puisque les voix sont équilibrées entre aiguës et graves chez l’un (soprano - alto - ténor - basse) et plutôt graves chez l’autre (les 5 voix de chaque chœur anglais sont S-A-T-Ba-B). L'écriture est plus harmonique que contrapuntique pour le motet italien. Tallis, après le second silence, fait entrer les voix sur un accord moderne de ré majeur, pour souligner le mot « respice » qui prend alors une importance énorme. Les voix, chez Tallis, entrent une par une, formant un cercle vocal autour des auditeurs. D’abord dans un sens (de 1 à 40) puis dans l’autre (de 40 à 1) puis en réponse, alors que chez Striggio, les chœurs ne font que se répondre. Les fausses relations d’octave, typiques de l’écriture de Tallis et survivantes d’un passé révolu, ne se trouvent pas chez Striggio déjà tourné vers le baroque.
La commande de cette pièce exceptionnelle est peut-être liée à cette légende de rivalité entre la musique italienne et la musique anglaise ; mais il se trouve qu’à la même époque, les espions d’Élisabeth ont déjoué un complot mené par les nobles catholiques. La mort attendait les meneurs, quel que soit leur rang. Tallis était catholique mais très apprécié de sa souveraine. On sait par Denis Stevens, musicologue anglais, que Spem in alium fut chanté et joué (certaines voix doublées par les nombreux instruments que possédait le propriétaire de la galerie qui a servi de salle de concert) en 1573 à Arundel House, propriété du duc de Norfolk commanditaire de l’œuvre et catholique convaincu.
Quand on considère le texte, il s’agit d’une supplication. On demande à Dieu de considérer notre humilité et de faire usage du pardon pour nos fautes. Il est issu de l’Ancien Testament et plus particulièrement du Livre de Judith. Judith, veuve riche, belle, jeune et particulièrement intelligente, triomphe du général Holopherne qui menaçait son peuple, en l’enivrant puis en le décapitant. À une époque friande de double sens, comment ne pas voir dans Spem in alium un plaidoyer insistant, avec dans le rôle d’Holopherne l’ensemble des conspirateurs catholiques et dans celui de Judith, la grande reine Élisabeth, chef de son Église et représentante de Dieu sur son sol natal ?
On ne sait pas où se trouve l’original de la partition de Spem in alium. Une légende parmi d’autres raconte que le compositeur John Bull (c.1562-1628) l’aurait vue dans la bibliothèque de la cathédrale de Saint-Omer (Pas-de-Calais) quelques années après la mort de Tallis, en 1613. Il serait tombé à genoux devant elle, mais on ne sait pas ce qui s’est passé ensuite… Saint-Omer était sur la route directe Angleterre-Italie. Le manuscrit le plus ancien est en anglais et a servi en 1611 à l’investiture comme prince de Galles d’Henry Stuart. Il est connu sous le nom de « manuscrit Egerton » et se présente sous la forme de feuillets séparés, une voix par feuillet, écrits à la main d’une plume pressée.

## Interprétations
Les interprétations les plus connues de Spem in Alium sont avant tout celle du Winchester Cathedral Choir (en) (Chœur de la cathédrale de Winchester) sous la direction de David  Hill (en). Puis celle des Tallis Scholars, qui sont spécialisés dans la musique de la Renaissance. Ensuite celle des King's Singers, où les parties ont été enregistrées en plusieurs fois puis superposées, par obligation structurelle (les King's Singers ne sont que 6). L’interprétation est uniquement masculine et les parties de soprano et d’alto sont chantées par des contre-ténors.
Une scène du film Le Virtuose de François Girard, sorti en 2014, avec Dustin Hoffman, montre une répétition de Spem in alium de Tallis dans le cadre d'une école de chant aux États-Unis.

## Forty-Part Motet
Forty-Part Motet (« Motet à quarante voix ») est une installation sonore réalisée par Janet Cardiff en 2001. Janet Cardiff (née en 1957) est une artiste canadienne, réalisant principalement des installations sonores.
Forty-Part Motet est un enregistrement de Spem in alium. Chaque voix est enregistrée séparément et est restituée chacune par un unique haut-parleur. Les 40 haut-parleurs, placés sur des tiges à environ 3 m de hauteur, sont disposés suivant une ellipse d'environ 11 m de long pour 5 m de large. Les spectateurs pouvant se déplacer à l'intérieur de l'œuvre, il en résulte un effet polyphonique permettant d'entendre une voix individuelle en se plaçant à côté de son haut-parleur, ou d'écouter les différentes voix se mêler en se déplaçant. Le but de l'artiste est de permettre d'expérimenter le morceau du point de vue des chanteurs. La musique est diffusée suivant une boucle d'environ 14 minutes, soit 11 minutes de musique et 3 minutes de pause,,.
L'œuvre est une commande pour l'édition 2001 du festival de Salisbury, en Angleterre. Elle est réalisée en enregistrant le chœur de la cathédrale de Salisbury.
L'œuvre fait partie des collections permanentes de deux institutions : le musée des beaux-arts du Canada à Ottawa, où elle est exposée depuis 2001 dans l'ancienne chapelle de la rue Rideau, et d'Inhotim à Brumadinho, Brésil.
Le Forty-Part Motet fait partie de l'exposition « Le MoMA à Paris » se tenant du mercredi 11 octobre 2017 au lundi 5 mars 2018 à la Fondation d'entreprise Louis Vuitton.